# Хлопці з Бузкової вулиці
Хлопці з Бузкової вулиці — радянський художній фільм 1974 року, знятий на кіностудія «Грузія-фільм».

## Сюжет
Час дії — Німецько-радянська війна. Взимку 1941 року невелика група дітей з розбомбленого ешелону йшла від війни і йшла до найближчого населеного пункту. Коли вони прийшли в уже зруйноване місто, місцеве військове командування вирішило терміново евакуювати дітей на транспортному літаку. Прикривати літак з хлопцями взявся сміливий льотчик, юний лейтенант Заур Джаши…

## У ролях
- Кока Кікабідзе — Заур Джаши (дублював Олексій Панькин)
- Димитрій Гугунава — Заур в дитинстві (дублював Олександр Котов)
- Нато Цулая — Олена (дублювала Тетяна Решетникова)
- Гія Вольський — Буза (дублював Юрій Юр'єв)
- Юрій Суханов — Кузьмич (дублював Микола Граббе)
- Ніно Долідзе — подруга Заурі
- Вахтанг Рогава — друг Заурі
- Вахтанг Цикорія — друг Заурі
- Каха Мхеїдзе — друг Заурі
- Софіко Чиаурелі — Генрієтта
- Борис Ципурія — сусід Заурі
- Джемал Гаганідзе — сусід Заурі
- Султан Квітаїшвілі — сусід Заурі
- Малхаз Бебурішвілі — епізод
- Ігор Гавриленко — епізод
- Тамаз Гамкрелідзе — епізод
- Леонід Пярн — епізод
- Михайло Чихладзе — епізод
- Неллі Максимова — епізод

## Знімальна група
- Режисер — Нінель Ненова-Цулая
- Сценарист — Нінель Ненова-Цулая
- Оператор — Юрій Кікабідзе
- Композитор — Костянтин Певзнер
- Художник — Кахабер Хуцишвілі